# Analog (Web Analytics)

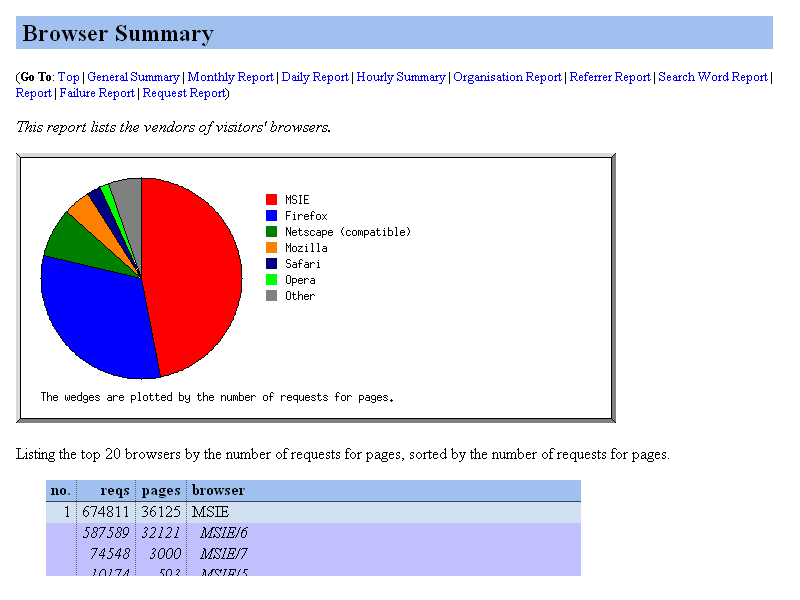
Screenshot von Analog auf Apache/Linux

Analog war ein freies Web-Analytics-System, welches unter Windows, Mac OS, GNU/Linux, und Unix lief. Die erste Veröffentlichung erfolgte am 21. April 1995, von Stephen Turner als Freeware; im November 2004 wurde die Lizenz zur Version 2 der GNU General Public License geändert.
Die Software wurde ab Version 6.0 vom Dezember 2004 nicht mehr offiziell weiterentwickelt. Eine fehlerbereinigte Version wird unter dem Namen Analog C:Amie Edition veröffentlicht.